# Stara Jamka
Stara Jamka (deutsch: Jamke, bis 1927 Polnisch Jamke, 1936–1945 Heinrichshof O. S.) ist ein Ort der Stadt- und Landgemeinde Korfantów im Powiat Nyski der Woiwodschaft Opole in Polen.

## Geographie
Stara Jamka liegt rund vier Kilometer östlich von Korfantów (Friedland O.S.), 27 Kilometer östlich von Nysa (Neisse) und 35 Kilometer südwestlich von Opole (Oppeln) in der Schlesischen Tiefebene.
Ortsteil von Stara Jamka ist die ehemalige Kolonie Dobrzyków (Kolonie Heinrichau).
Nachbarorte von Stara Jamka sind im Norden Włostowa (Floste), im Nordosten Rzymkowice  (Ringwitz), im Süden Piechocice (Piechotzütz) und Puszyna (Puschine) und im Westen Korfantów (Friedland O.S.).

## Geschichte

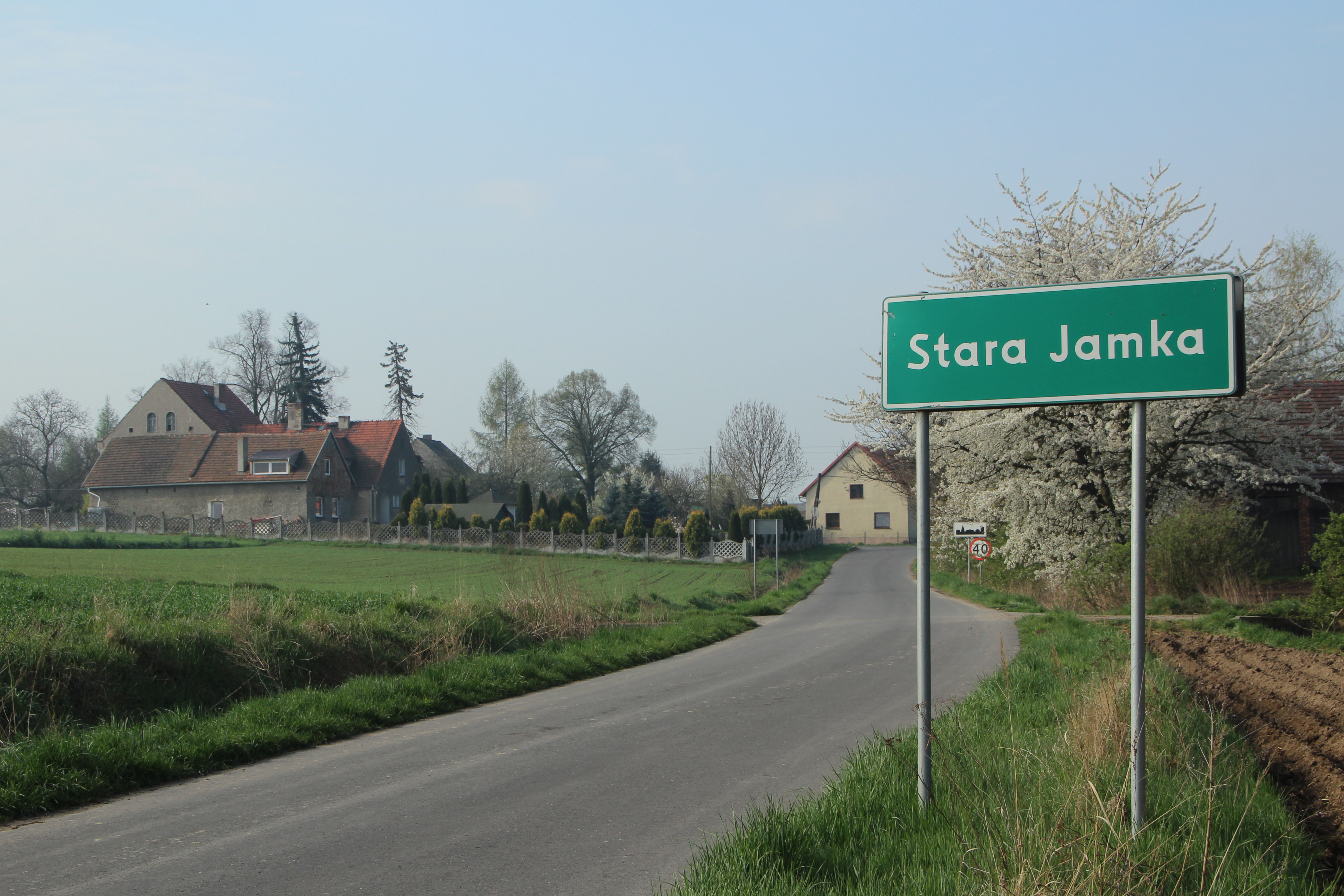
Ortseingang von Stara Jamke

1532 wird das Dorf erstmals als Jamcka erwähnt. Der Legende bestand das Dorf bereits im 13. Jahrhundert und gehörte den Tempelrittern.
Nach dem Ersten Schlesischen Krieg 1742 fiel Polnisch Jamke mit dem größten Teil Schlesiens an Preußen. Das Dorf gehörte von 1743 bis 1818 zum Landkreis Oppeln.
Nach der Neuorganisation der Provinz Schlesien gehörte die Landgemeinde Polnisch Jamke ab 1818 zum Landkreis Falkenberg O.S. im Regierungsbezirk Oppeln. 1819 wurde im Ort eine katholische Schule eingerichtet, welche 1828 in einen Neubau ziehen konnte. 1845 bestanden im Dorf ein herrschaftliches Wohnhaus, ein Vorwerk, katholische Schule, eine Brennerei und 52 Häuser. Im gleichen Jahr lebten in Jamke 371 Menschen, davon drei evangelisch. 1861 lebten 373 Menschen im Ort. 1865 zählte Polnisch Jamke 26 Gärtner-, 4 Halbgärtner- und 4 Häusler. Die katholische Schule wurde im gleichen Jahr von 138 Schülern besucht. 1874 wurde der Amtsbezirk Puschine gegründet, welcher aus den Orten Kolonie Heinrichau, Piechotzütz, Polnisch Jamke und Puschine und den Gutsbezirken Polnisch Jamke und Puschine bestand. 1885 zählte Ringwitz 415 Einwohner.
Am 15. August 1927 wurde die Landgemeinde und der Gutsbezirk Polnisch Jamke in Jamke umbenannt. 1933 hatte Jamke 426 Einwohner. Am 19. September 1936 wurde der Ort in Heinrichshof O.S. umbenannt. 1939 lebten in Heinrichshof O.S. 429 Menschen. Bis 1945 befand sich der Ort im Landkreis Falkenberg O.S.
Als Folge des Zweiten Weltkriegs fiel Heinrichshof O.S. 1945 wie der größte Teil Schlesiens unter polnische Verwaltung. Nachfolgend wurde der Ort in Stara Jamka umbenannt und der Woiwodschaft Schlesien angeschlossen. 1946 wurde die deutsche Bevölkerung vertrieben. 1950 wurde es der Woiwodschaft Oppeln eingegliedert. 1999 kam der Ort zum neu gegründeten Powiat Nyski (Kreis Neisse). 2005 zählte das Dorf 232 Einwohner.

## Vereine
- Freiwillige Feuerwehr OSP Stara Jamka